# 伯纳德·莱温斯基
伯纳德·莱温斯基(英語：Bernard Salomon Lewinsky, 1943年1月10日—)是一位美国医生和摄影师。曾经因为莱温斯基丑闻组织法律辩护基金为自己女儿莫妮卡·莱温斯基辩护。

## 生平
1943年出生在萨尔瓦多圣萨尔瓦多，从小喜欢摄影。父亲是德国犹太人，14岁时逃离纳粹德国至萨尔瓦多，1957年随父母移民到美国，兴趣爱好逐渐转移到医学。毕业于加州大学伯克利分校之后进入俄勒岡大学学习，1965年拿到生物学硕士学位。1969年拿到加州大学尔湾分校医学博士学位后进入医学中心实习，1977年正式工作，1978年成为集团公司合伙人。

## 家庭
1969年和第一任妻子凯·维伦斯基结婚，他们有两个孩子。大女儿莫妮卡·莱温斯基生于1973年，1998年因为莱温斯基丑闻成为社交媒体焦点，他组织法律辩护基金为自己女儿辩护。小儿子迈克·莱温斯基生于1977年。1987年与妻子离婚。后来娶了第二任妻子芭芭拉。而第一任妻子则与总统吉米·卡特掌管的美国之音的媒体执行官和前导演R·彼得·斯特劳斯（R. Peter Straus）结婚。